# Campeonato Mundial de Ciclismo em Pista de 1893
O Campeonato Mundial ICA de Ciclismo em Pista de 1893 foi a temporada inaugural do ciclismo de pista. Antes disso, havia eventos descritos como campeonato mundial, porém sem homologação por uma entidade de ciclismo mundial. A criação da Associação Internacional de Ciclismo, em 1892, possibilitou o reconhecimento internacional do campeonato.
Foi realizado em Chicago, nos Estados Unidos, entre 11 e 12 de agosto, nas instalações da Exposição Universal de 1893. Houve três provas: velocidade, motor-paced e 10 km, atualmente classificada como corrida de scratch. As normas permitiam uma corrida de equipe, mas não foi realizada. As corridas foram realizadas apenas para amadores.
Os Estados Unidos ficaram com duas das três medalhas de ouro. A tabela abaixo mostra a posição dos medalhistas que foram premiados com ouro, prata e bronze.

## Sumário de medalhas

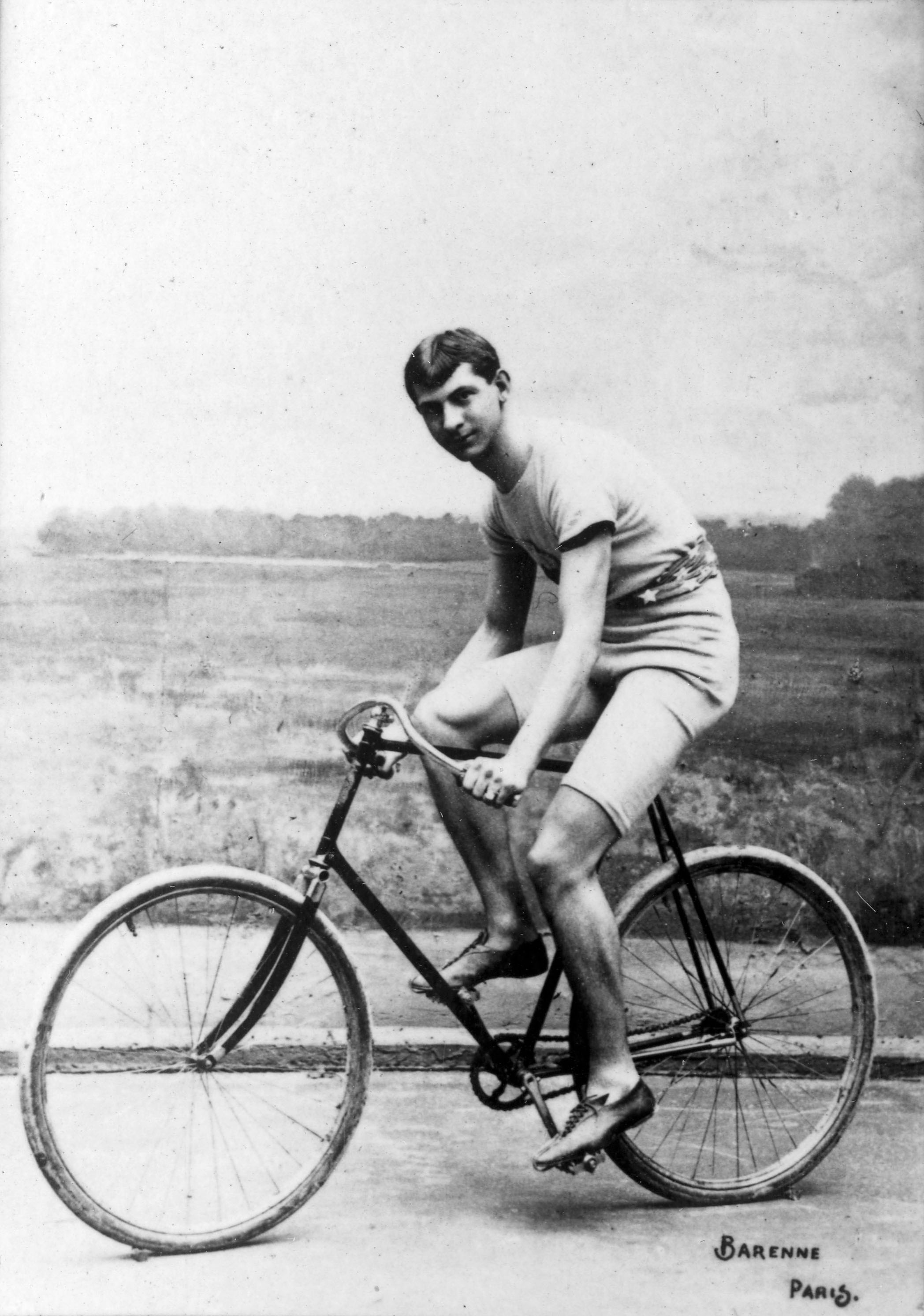
Arthur Zimmerman, o primeiro campeão mundial de pista.

| Eventos amadores (masculino) |                                   |                                      |                                     |
| Corrida de velocidade        | Arthur Zimmerman · Estados Unidos | John S. Johnson · Estados Unidos     | John Patrick Bliss · Estados Unidos |
| Motor-paced                  | Lawrence Meintjes · África do Sul | Ernst Emil Ulbricht · Estados Unidos |                                     |
| 10 km                        | Arthur Zimmerman · Estados Unidos | John Patrick Bliss · Estados Unidos  | John S. Johnson · Estados Unidos    |

## Quadro de medalhas
| Ordem | País           | Medalha de ouro | Medalha de prata | Medalha de bronze | Total |
| ----- | -------------- | --------------- | ---------------- | ----------------- | ----- |
| 1     | Estados Unidos | 2               | 3                | 2                 | 7     |
| 2     | África do Sul  | 1               | 0                | 0                 | 1     |
| Total | Total          | 3               | 3                | 2                 | 8     |